# Новый Свержень
Но́вый Све́ржень (бел. Новы Свержань) — деревня в Беларуси, на левом берегу Немана. Центр сельсовета Столбцовского района Минской области. Новый Свержень располагается на автодороге Р-54 Першаи — Несвиж в 70 км от областного центра города Минска, в 3 км от районного центра — города Столбцы, в 5 км от железнодорожной станции Столбцы, в 25 км от города Несвиж и г. п. Мир.

## История
Первое письменное упоминание о Свержно (Новом Свержене), как о дворе Новогрудского повета относится к 1428 году, когда великий князь Витовт подарил его в числе других дворов повета своей жене Юлиане Гольшанской. При великом князе Казимире Ягеллоне двор принадлежал князю Андрею Можайскому, затем длительное время великому князю Александру Ягеллончику, а в 1495 году перешёл к подскарбию литовскому — Яну Литовору Хрептовичу. В то время здесь действовали церковь и водяная мельница. На правом берегу Немана стоял замок. В 1568 году дочь Яна Литавора Анна Любецкая, жена маршалка господарского Юрия Остика, продала замок и двор по частям маршалку надворному литовскому Остафию Воловичу, второму мужу своей сестры Софьи Николаю Уралевскому и Николаю Слушке.
В 1575 году хозяином Сверженя стал Николай Радзивилл Сиротка, который в 1588 году основал здесь костёл Святых Петра и Павла, а в 1590 году — церковь Успения Пресвятой Богородицы. Церковь здесь существовала с середины XIV века. Она была построена из дерева. В ней крестили языческие племена литвинов, скрывавшиеся в пущах верхнего Понеманья в период завершения христианизации великими князьями Литвы Ягеллой и Витовтом. В 1590 году церковь назвали «Успения Пресвятой Богородицы» и стали ошибочно считать эту дату годом строительства церкви. По переписи 1647 года в местечке существовало 5 улиц, 84 двора; 1681 года — 44 торговые лавки. В XVII—XVIII веках Свержень входил в состав Мирского графства. Во время Северной войны, в 1706 году, местечко было сожжено шведскими войсками.
В первой половине XVIII века в Свержене был основан базилианский монастырь с духовной семинарией для подготовки православных священнослужителей для церквей на землях Радзивилов и ВКЛ. В 1742 году Михаил Радзивилл Рыбонька построил фаянсовую мануфактуру. В середине XVIII века в местечке функционировало 3 мельницы, на берегу Немана находилось 20 товарных складов; отсюда начинался неманский торговый путь в Королевец. По переписи на 1747 год в Свержене было 160 дворов, в конце XVIII века — около 200 дворов. В это время местечко получило название Новый Свержень, а соседняя деревня — Старый Свержень.
В результате второго раздела Речи Посполитой (1793) Новый Свержень оказался в составе Российской империи, где стал центром волости Минского повета.
Во время Отечественной войны в местечке Новый Свержень утром 13 ноября 1812 года произошёл бой между наполеоновской дивизией генерала Косецкого и авангардом генерала Ламберта из русской 3-й Западной армии, двигавшейся от Бреста на Минск и далее к реке Березине с целью преграждения пути отступлению армии Наполеона. В бою победили российские войска, захватившие более 500 пленных. Дата этого сражения занесена на Триумфальную арку в Париже и в 1883 году на 23 доску Галереи Воинской Славы в Московском Храме Христа Спасителя. 
К 100-летию со дня битвы в Новом Свержене был воздвигнут гранитный памятник на месте битвы, на базарной площади. Памятник имел стелу из красного гранита, которая стояла на постаменте из чёрного гранита. Он был повален на землю польскими солдатами в марте 1920 года. В 1940 году вывезен в Столбцы. На постаменте знаменитого памятника ныне стоит скульптура Ленина.
В 1860 году в Новом Свержене числилось 178 дворов, народное училище, школа, костёл, часовня, церковь, синагога, 2 мельницы, около 20 лавок, корчма, почтовая станция, регулярно проводилось 2 ярмарки.
В 1897 году — 297 дворов, в начале XX века — 487 дворов.
Согласно Рижскому мирному договору 1921 года Новый Свержень оказался в составе межвоенной Польской республики, где стал центром гмины Столбцовского повета.
В 1939 году Новый Свержень вошёл в состав БССР, где 12 октября 1940 стал центром сельсовета. Статус поселения был понижен до деревни.

## Современная статистика
По состоянию на 1998 год в Новом Свержене насчитывалось 864 дворов.
По переписи населения 2009 года — 2086 человек.

## Экономика
- РУП «Новосверженский лесозавод» (пиломатериалы, шпон, шпалы)
- ООО «Столбцовский райагросервис»
- Столбцовская районная ветеринарная станция

### Инфраструктура
В местечке функционируют средняя школа, детский сад, Дом культуры, библиотека, почта, водопроводные и канализационные сети, автобусное сообщение, отделение Беларусбанка, фельдшерско-акушерский пункт, продуктовые и промтоварные магазины, действующие православная церковь и католический костёл, предпринимательские производства, агроусадьба «Млын», многоэтажные жилые дома.

## Культура
- Дом культуры
- Музей ГУО "Новосверженская средняя школа"

## Достопримечательности
- Замчище[6]
- Костёл Святых Петра и Павла (1588 год)[7] —  Историко-культурная ценность Республики Беларусь, шифр 612Г000620
- Бывшая водяная мельница на реке Жатеревка (XIX век)[8], ул. Несвижская, 23а —  Историко-культурная ценность Республики Беларусь, шифр 613Г000445
- Синагога (XIX век)[9]
- Церковь Успения Пресвятой Богородицы[бел.] (1590 год)[10] —  Историко-культурная ценность Республики Беларусь, шифр 612Г000619

### Памятные места
- Братская могила бойцов Красной Армии, погибших 1-3 июля 1944 года при освобождении Нового Сверженя и г. Столбцы. На могиле установлен памятный знак — Вечная память героям (охраняется государством). До 1965 года на братской могиле стоял бетонный памятник высотой 2,5 метра.
- Мемориальное захоронение польских солдат, погибших в 1919—1920 годах[11].
- Старое еврейское кладбище.
- Памятник погибшим в годы Великой Отечественной войны.
- Место массового захоронения узников еврейского гетто в 1,5 км восточнее д. Новый Свержень (воинское захоронение № 6402).

## Галерея
- Церковь Успения Пресвятой Богородицы
- Церковь Успения Пресвятой Богородицы
- Церковь Успения Пресвятой Богородицы
- Церковь Успения Пресвятой Богородицы
- Костёл Святых Петра и Павла. Фасад
- Костёл Святых Петра и Павла. Вид с автотрассы Несвиж — Минск
- Бывшая водяная мельница